# Antoni Łaski
Antoni Łaski herbu Korab – sędzia ziemski łukowski w 1777 roku, chorąży łukowski w 1786 roku, podsędek łukowski w 1765 roku, komornik ziemski łukowski w 1760 roku, vicesgerent grodzki łukowski w 1753 roku, konsyliarz województwa lubelskiego i ziemi łukowskiej w konfederacji targowickiej.

## Życiorys
Poseł na Sejm Rozbiorowy 1773-1775. Członek konfederacji Andrzeja Mokronowskiego w 1776 roku, poseł i sędzia sejmowy z województwa lubelskiego na sejm 1776 roku. Członek  Lubelskiej Komisji Boni Ordinis w 1782 roku.
W 1792 roku został kawalerem Orderu Świętego Stanisława.